# دوران انتقالی از سویی به تانگ
دوران انتقالی از سوئی به تانگ (۶۲۸-۶۱۳) به دوره‌ای در تاریخ چین گفته می‌شود که سلسله سوئی در نتیجه شورش‌های داخلی فروپاشید و یکی از شورشیان به نام لی یوآن که سابقا فرمانده سوئی بود، به قدرت رسید و سلسله تانگ را تشکیل داد. 

## پیش‌زمینه
سلسله سوئی در سال ۵۸۱ توسط یانگ جیان از فرماندهان سلسله ژو شمالی تأسیس شد. در سال ۶۰۴ پسر او به نام یانگ‌ بر تخت سلطنت نشست. جاه‌طلبی‌های یانگ برای احیا امپراتوری چین او را به سمت چندین جنگ با پادشاهی گوگوریو در کره امروزی کشاند. جنگ اول در سال ۶۱۲ رخ داد که ارتش چین با تلفات بالا عقب‌نشینی کرد. سال بعد دوباره امپراتور یانگ ترتیب لشکرکشی دیگری را داد، اگرچه که شورش‌های برای فرار از خدمت نظامی درگرفت اما همگی توسط یانگ سرکوب شد. یانگ در کره پیروزی‌های نظامی کسب کرد اما به زودی مطلع شد که یکی از حکمرانان محلی به نام یان سیو آن-قائی دست به شورش زده و به پایتخت، لوئویانگ، یورش برده‌است. امپراتور یانگ به پایتخت برگشت و یان سیو آن-قائی که شکست را نزدیک می‌دید، از یاران خود خواست که او را بکشند تا زنده به دست امپراتور یانگ نیفتد. در سال ۶۱۴ نیز لشکرکشی نظامی برعلیه گوگوریو صورت گرفت که این‌بار گوگوریو حاضر شد، باج و خراج بپردازد تا یانگ از ادامه جنگ منصرف شد. جنگ با گوگوریو هزینه گزاف انسانی و مالی بر چین تحمیل کرد و زمینه‌ساز فروپاشی نهایی سلسله سوئی شد.

## پایان کار سلسله سوئی
پس از پایان گرفتاری‌های جنگ، امپراتور یانگ تصمیم به اقامت و تفریح در منطقه یانمن در شمال چین گرفت. در این زمان خاقان گوک‌ترک، شیبی خان، طی یک حمله غافلگیرانه به محل اقامت یانگ یورش برد اما این حمله توسط فرماندهان سوئی که از جمله آن‌ها لی یوآن، موسس آینده سلسله تانگ، دفع شد. اما نارضایتی از عملکرد یانگ به حدی بود که شورش‌ها ادامه یافت. در سال ۶۱۷ شورش‌ها گسترده شده بود و یکی از این شورشیان لی یوآن بود. ولی در این شرایط یانگ به خوشگذرانی و عیاشی می‌پرداخت. در نهایت یانگ در مستی به قتل رسید. در این زمان لی یوآن به لوئویانگ، پایتخت،‌ رسیده بود و هنگامی که خبر مرگ یانگ اعلام شد، لی یوآن خود را امپراتور گائوزو خواند و سلسله تانگ را تأسیس کرد.

## شورش‌ها برعلیه تانگ
شیبی خان، خاقان گوک‌ترک، به خوبی می‌دانست که چین متحد به ضرر است، بنابراین از شورشیان چینی حمایت می‌کرد. یکی از این شورشیان لیان شی‌دو، افسر پادگان قلعه شوفان در منطقه دشت اردس امروزی، بود. نیروهای شیبی خان و لیان شی‌دو وارد اردس شدند تا به سمت قلمروی تانگ حرکت کنند اما شیبی خان مریض شد و فوت کرد اما با این وجود وقتی خبر فوت خان گوک‌ترک به لی یوآن رسید، آن‌ها سی‌هزار قطعه پارچه ابریشمی فرستادند و تسلیت گفتند تا به این ترتیب مانع از افزایش تنش‌ها بشوند. 